# Nebenfahrbahn

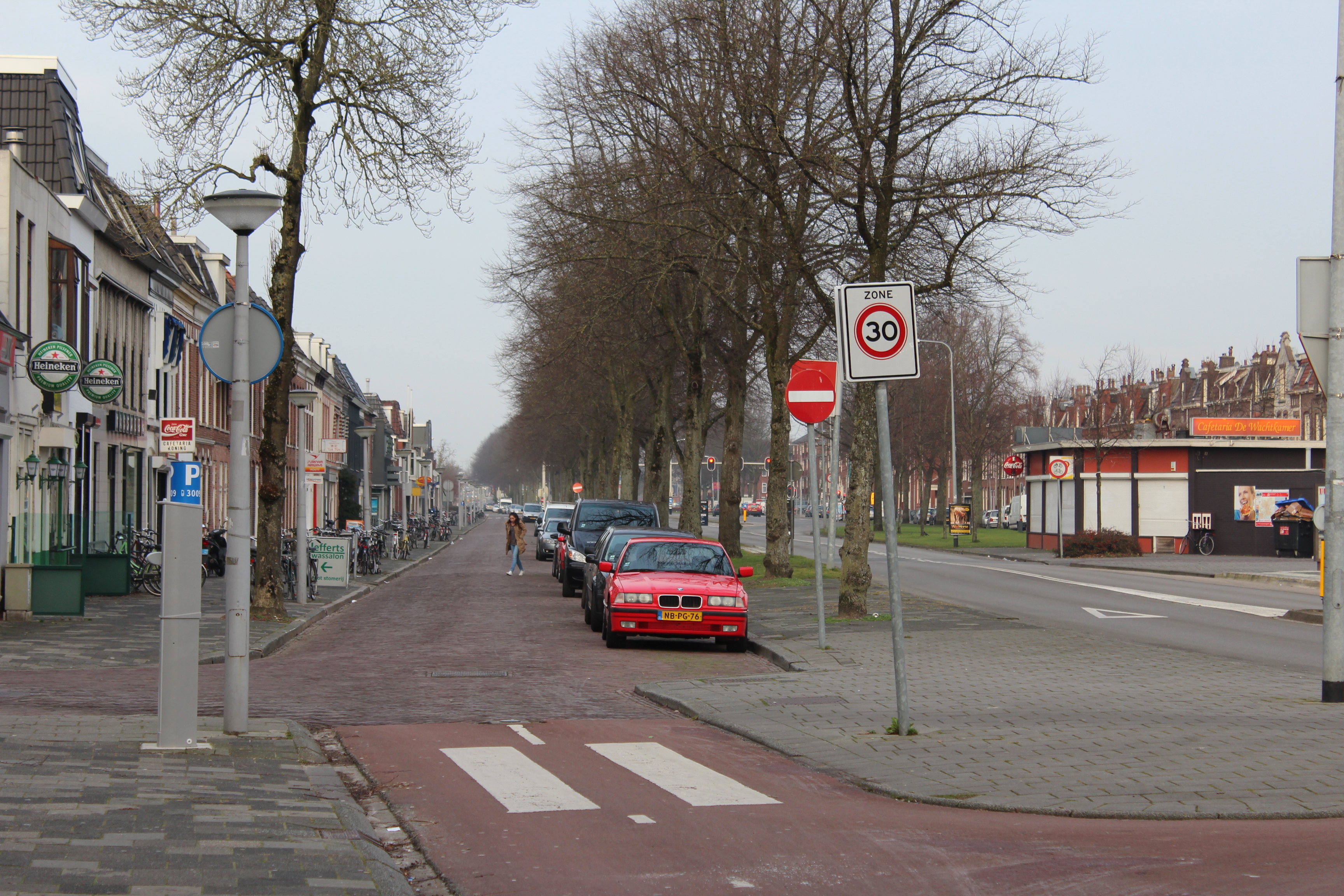
Nebenfahrbahn in Groningen

Eine Nebenfahrbahn ist eine neben einer Hauptfahrbahn verlaufende, von dieser jedoch (durch einen Trennstreifen) getrennte Fahrbahn einer Straße.
Während die österreichische Straßenverkehrsordnung die Nebenfahrbahn in §2, Abs. 4 definiert und sich mehrfach auf sie bezieht, kommt der Begriff in der deutschen Straßenverkehrs-Ordnung nicht vor. §8, Abs. 1 (österr.) STVO ordnet die Nebenfahrbahn dem Ruhenden Verkehr zu: Kraftfahrzeugen ist die Durchfahrt verwehrt; sie dürfen nur zufahren. Durchgehender nichtmotorisierter Verkehr ist zulässig. Nebenfahrbahnen sind nachrangig gegenüber kreuzenden und parallelen Hauptfahrbahnen. Nebenfahrbahnen dürfen nur in der dem zunächst gelegenen Fahrstreifen der Hauptfahrbahn entsprechenden Fahrtrichtung befahren werden, sofern sich aus Straßenverkehrszeichen nichts anderes ergibt.

## Belege
1. ↑  §2, Abs. 4 österr. StVO
2. ↑  Duden – Nebenfahrbahn – Rechtschreibung, Bedeutung, Definition, Herkunft. In: duden.de. Abgerufen am 7. Juli 2022.